# 善巴 (鄂尔多斯)
善巴（17世纪？—1663年），又作善丹，清朝蒙古鄂尔多斯部王公，拜桑固尔的玄孙，塔尔丹的儿子，博尔济吉特氏。
崇德二年（1637年），派遣使者哈尔班向清廷皇太极上贡驼马。崇德六年（1641年）正式归附清朝。顺治七年（1650年），封札萨克多罗贝勒，掌管鄂尔多斯右翼中旗。善巴之子索诺木袭封，索诺木之子松喇布担任盟长。